# Maholi
Maholi is een nagar panchayat (plaats) in het district Sitapur van de Indiase staat Uttar Pradesh.

## Demografie
Volgens de Indiase volkstelling van 2001 wonen er 18.406 mensen in Maholi, waarvan 53% mannelijk en 47% vrouwelijk is. De plaats heeft een alfabetiseringsgraad van 61%.

## Galerij

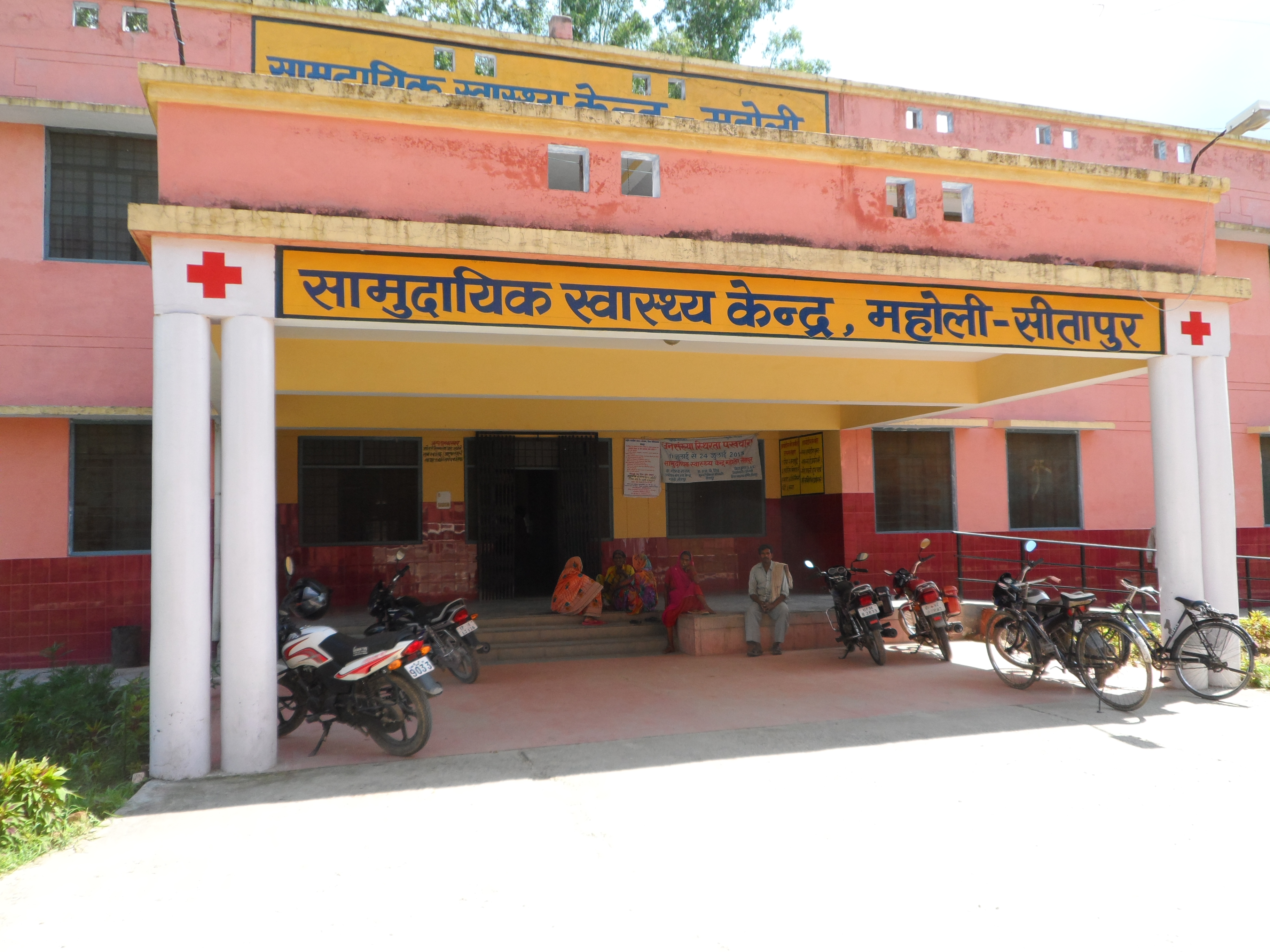
Ziekenhuis van Maholi
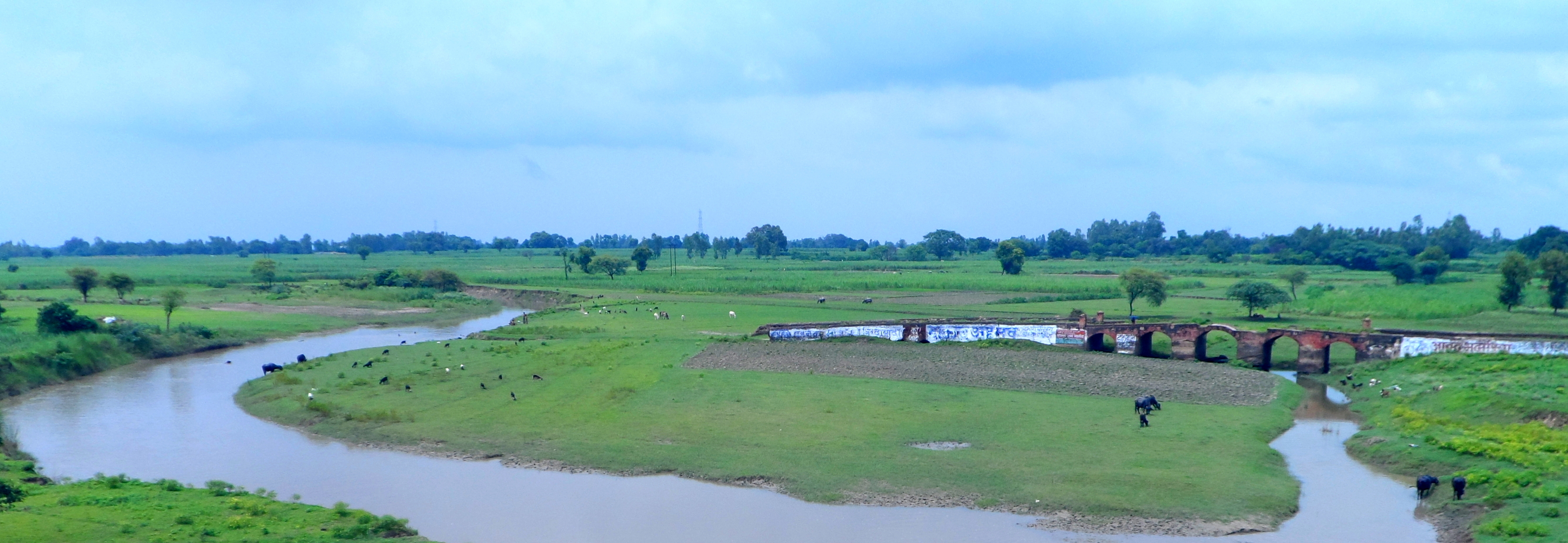
Rivier de Kathna
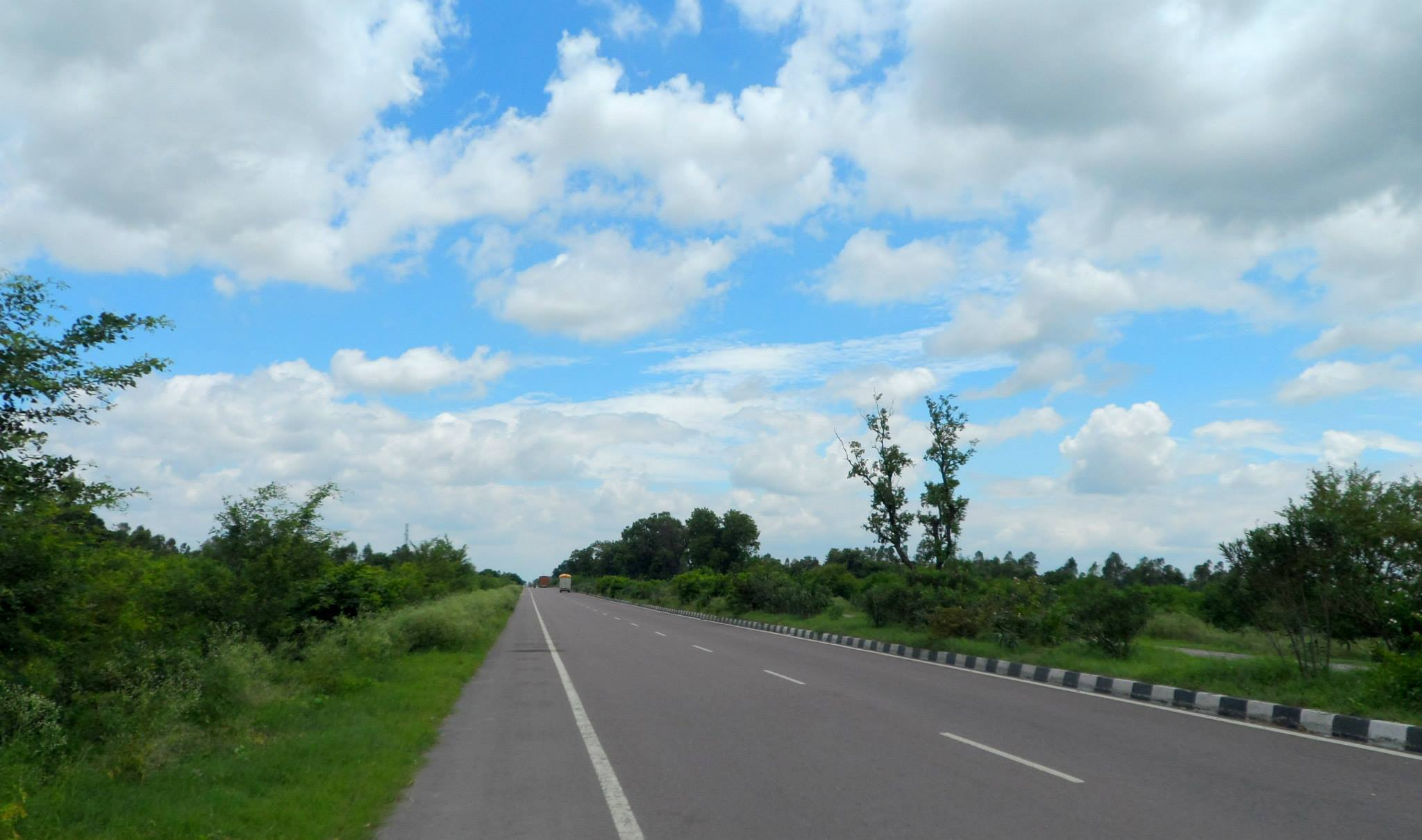
Nationale autoweg 24